# Paralisia supranuclear progressiva
A paralisia supranuclear progressiva, também conhecida como distonia de demência nucal ou síndrome de Richardson-Steele-Olszewski, é uma doença degenerativa rara envolvendo a gradual deteriorização e morte de determinadas áreas do cérebro.